# Liste der Nummer-eins-Hits in Südkorea (2010)
Dies ist eine Liste der Nummer-eins-Hits in Südkorea im Jahr 2010, basierend auf den offiziellen Gaon Charts.

## Singles
| ← 2009 ← | Liste der Nummer-eins-Hits in Südkorea | Liste der Nummer-eins-Hits in Südkorea | Liste der Nummer-eins-Hits in Südkorea                                             | 2011 →                    |
| \| Zeitraum \| Wo. ges. \| Interpret \| Titel Autor(en) \| Zusätzliche Informationen \| \| (Zeitraum, Wochen auf Platz eins, Interpret, Titel, Autor[en], zusätzliche Informationen) \| \| \| \| \| \| ----------------------------------------------------------------------------------------- \| -------- \| --------------------------- \| ---------------------------------------------------------------------------------- \| ------------------------- \| \| 27. Dezember 2009 – 16. Januar 2010 3 Wochen \| 3 \| Ga-in & Jokwon \| We Fell in Love / 우리 사랑하게 됐어요. \| – \| \| 17. Januar 2010 – 30. Januar 2010 2 Wochen \| 2 \| 2AM \| Can't Let You Go Even If I Die / 죽어도 못 보내 \| – \| \| 31. Januar 2010 – 6. Februar 2010 1 Woche \| 1 \| Girls’ Generation \| Oh! Kim Yeong-hoo, Kim Jeong-bae, Kenzie, Nozomi Maezawa \| – \| \| 7. Februar 2010 – 13. Februar 2010 1 Woche \| 1 \| 2NE1 \| Try to Follow Me / 날 따라 해봐요 Teddy Park, 2NE1 \| – \| \| 14. Februar 2010 – 27. Februar 2010 2 Wochen \| 2 \| Kara \| Lupin / 루팡 \| – \| \| 28. Februar 2010 – 13. März 2010 2 Wochen \| 2 \| T-ara \| I Go Crazy Because of You / 너 때문에 미쳐 \| – \| \| 14. März 2010 – 27. März 2010 2 Wochen \| 2 \| Girls’ Generation \| Run Devil Run \| – \| \| 28. März 2010 – 3. April 2010 1 Woche \| 1 \| Rain \| Love Song / 널 붙잡을 노래 busbee, Alex James, Kalle Engström, Hong Ji-yoo \| – \| \| 4. April 2010 – 10. April 2010 1 Woche \| 1 \| Lee Hyori feat. Gary \| Swing / 그네 \| – \| \| 4. April 2010 – 10. April 2010 1 Woche \| 1 \| Lee Hyori \| Chitty Chitty Bang Bang \| – \| \| 18. April 2010 – 24. April 2010 1 Woche \| 1 \| 2PM \| Without U \| – \| \| 25. April 2010 – 1. Mai 2010 1 Woche \| 1 \| Seo Yeong-eun \| Spiteful Words / 이 거지같은 말 \| – \| \| 2. Mai 2010 – 8. Mai 2010 1 Woche \| 1 \| f(x) \| NU ABO / NU 예삐오 \| – \| \| 9. Mai 2010 – 15. Mai 2010 1 Woche \| 1 \| Davichi \| Time, Please Stop / 시간아 멈춰라 \| – \| \| 16. Mai 2010 – 5. Juni 2010 3 Wochen \| 3 \| Wonder Girls \| 2 Different Tears Park Jin-young \| – \| \| 6. Juni 2010 – 26. Juni 2010 3 Wochen \| 3 \| 2AM & IU \| Nagging / 잔소리 Kim Eana, Lee Min-soo \| – \| \| 27. Juni 2010 – 3. Juli 2010 1 Woche \| 1 \| MC Mong feat. Mellow \| Sick Enough to Die / 죽을 만큼 아파서 \| – \| \| 4. Juli 2010 – 31. Juli 2010 4 Wochen \| 4 \| miss A \| Bad Girl Good Girl Park Jin-young \| – \| \| 1. August 2010 – 7. August 2010 1 Woche \| 1 \| DJ DOC \| I'm a Guy Like This / 나 이런사람이야 \| – \| \| 8. August 2010 – 14. August 2010 1 Woche (insgesamt 2) \| 2 \| Homme \| I Was Able to Eat Well / 밥만 잘 먹더라 \| – \| \| 15. August 2010 – 21. August 2010 1 Woche \| 1 \| Secret \| Madonna Kang Jiwon \| – \| \| 22. August 2010 – 28. August 2010 1 Woche (insgesamt 2) \| 2 \| Homme \| I Was Able to Eat Well / 밥만 잘 먹더라 \| – \| \| 29. August 2010 – 4. September 2010 1 Woche \| 1 \| F. T. Island \| Love Love Love / 사랑사랑사랑 \| – \| \| 5. September 2010 – 11. September 2010 1 Woche \| 1 \| Supreme Team & Young-jun \| Why / 왜 \| – \| \| 12. September 2010 – 25. September 2010 2 Wochen \| 2 \| 2NE1 \| Go Away Teddy Park \| – \| \| 26. September 2010 – 2. Oktober 2010 1 Woche \| 1 \| Seong Sigyeong & IU \| It's you / 그대네요 \| – \| \| 3. Oktober 2010 – 9. Oktober 2010 1 Woche \| 1 \| Supreme Team \| Then Then Then / 그땐 그땐 그땐 \| – \| \| 10. Oktober 2010 – 16. Oktober 2010 1 Woche \| 1 \| Ga-in \| Irreversible / 돌이킬 수 없는 \| – \| \| 17. Oktober 2010 – 23. Oktober 2010 1 Woche \| 1 \| Kang Sung-yoon feat. Swings \| By Instinct / 본능적으로 \| – \| \| 24. Oktober 2010 – 30. Oktober 2010 1 Woche \| 1 \| Girls’ Generation \| Hoot / 훗 John Hyunkyu Lee, Alex James, Lars Halvor Jensen, Martin Michael Larsson \| – \| \| 31. Oktober 2010 – 6. November 2010 1 Woche \| 1 \| 2AM \| You Wouldn't Answer My Calls / 전활 받지 않는 너에게 \| – \| \| 7. November 2010 – 20. November 2010 2 Wochen \| 2 \| Huh Gak \| Always / 언제나 \| – \| \| 21. November 2010 – 27. November 2010 1 Woche \| 1 \| The One & Taeyeon \| Like A Star / 별처럼 \| – \| \| 28. November 2010 – 4. Dezember 2010 1 Woche \| 1 \| Brown Eyed Soul \| If It's Same / 똑같다면 \| – \| \| 5. Dezember 2010 – 8. Januar 2011 5 Wochen \| 5 \| IU \| Good Day / 좋은 날 \| – \| |                                        |                                        |                                                                                    |                           |
| ← 2009 |                                        |                                        |                                                                                    | → 2011 →                  |
| Zeitraum | Wo. ges.                               | Interpret                              | Titel Autor(en)                                                                    | Zusätzliche Informationen |
| (Zeitraum, Wochen auf Platz eins, Interpret, Titel, Autor[en], zusätzliche Informationen) |                                        |                                        |                                                                                    |                           |
| 27. Dezember 2009 – 16. Januar 2010 3 Wochen | 3                                      | Ga-in & Jokwon                         | We Fell in Love / 우리 사랑하게 됐어요.                                            | –                         |
| 17. Januar 2010 – 30. Januar 2010 2 Wochen | 2                                      | 2AM                                    | Can't Let You Go Even If I Die / 죽어도 못 보내                                    | –                         |
| 31. Januar 2010 – 6. Februar 2010 1 Woche | 1                                      | Girls’ Generation                      | Oh! Kim Yeong-hoo, Kim Jeong-bae, Kenzie, Nozomi Maezawa                           | –                         |
| 7. Februar 2010 – 13. Februar 2010 1 Woche | 1                                      | 2NE1                                   | Try to Follow Me / 날 따라 해봐요 Teddy Park, 2NE1                                 | –                         |
| 14. Februar 2010 – 27. Februar 2010 2 Wochen | 2                                      | Kara                                   | Lupin / 루팡                                                                       | –                         |
| 28. Februar 2010 – 13. März 2010 2 Wochen | 2                                      | T-ara                                  | I Go Crazy Because of You / 너 때문에 미쳐                                         | –                         |
| 14. März 2010 – 27. März 2010 2 Wochen | 2                                      | Girls’ Generation                      | Run Devil Run                                                                      | –                         |
| 28. März 2010 – 3. April 2010 1 Woche | 1                                      | Rain                                   | Love Song / 널 붙잡을 노래 busbee, Alex James, Kalle Engström, Hong Ji-yoo         | –                         |
| 4. April 2010 – 10. April 2010 1 Woche | 1                                      | Lee Hyori feat. Gary                   | Swing / 그네                                                                       | –                         |
| 4. April 2010 – 10. April 2010 1 Woche | 1                                      | Lee Hyori                              | Chitty Chitty Bang Bang                                                            | –                         |
| 18. April 2010 – 24. April 2010 1 Woche | 1                                      | 2PM                                    | Without U                                                                          | –                         |
| 25. April 2010 – 1. Mai 2010 1 Woche | 1                                      | Seo Yeong-eun                          | Spiteful Words / 이 거지같은 말                                                    | –                         |
| 2. Mai 2010 – 8. Mai 2010 1 Woche | 1                                      | f(x)                                   | NU ABO / NU 예삐오                                                                 | –                         |
| 9. Mai 2010 – 15. Mai 2010 1 Woche | 1                                      | Davichi                                | Time, Please Stop / 시간아 멈춰라                                                  | –                         |
| 16. Mai 2010 – 5. Juni 2010 3 Wochen | 3                                      | Wonder Girls                           | 2 Different Tears Park Jin-young                                                   | –                         |
| 6. Juni 2010 – 26. Juni 2010 3 Wochen | 3                                      | 2AM & IU                               | Nagging / 잔소리 Kim Eana, Lee Min-soo                                             | –                         |
| 27. Juni 2010 – 3. Juli 2010 1 Woche | 1                                      | MC Mong feat. Mellow                   | Sick Enough to Die / 죽을 만큼 아파서                                              | –                         |
| 4. Juli 2010 – 31. Juli 2010 4 Wochen | 4                                      | miss A                                 | Bad Girl Good Girl Park Jin-young                                                  | –                         |
| 1. August 2010 – 7. August 2010 1 Woche | 1                                      | DJ DOC                                 | I'm a Guy Like This / 나 이런사람이야                                              | –                         |
| 8. August 2010 – 14. August 2010 1 Woche (insgesamt 2) | 2                                      | Homme                                  | I Was Able to Eat Well / 밥만 잘 먹더라                                            | –                         |
| 15. August 2010 – 21. August 2010 1 Woche | 1                                      | Secret                                 | Madonna Kang Jiwon                                                                 | –                         |
| 22. August 2010 – 28. August 2010 1 Woche (insgesamt 2) | 2                                      | Homme                                  | I Was Able to Eat Well / 밥만 잘 먹더라                                            | –                         |
| 29. August 2010 – 4. September 2010 1 Woche | 1                                      | F. T. Island                           | Love Love Love / 사랑사랑사랑                                                      | –                         |
| 5. September 2010 – 11. September 2010 1 Woche | 1                                      | Supreme Team & Young-jun               | Why / 왜                                                                           | –                         |
| 12. September 2010 – 25. September 2010 2 Wochen | 2                                      | 2NE1                                   | Go Away Teddy Park                                                                 | –                         |
| 26. September 2010 – 2. Oktober 2010 1 Woche | 1                                      | Seong Sigyeong & IU                    | It's you / 그대네요                                                                | –                         |
| 3. Oktober 2010 – 9. Oktober 2010 1 Woche | 1                                      | Supreme Team                           | Then Then Then / 그땐 그땐 그땐                                                    | –                         |
| 10. Oktober 2010 – 16. Oktober 2010 1 Woche | 1                                      | Ga-in                                  | Irreversible / 돌이킬 수 없는                                                      | –                         |
| 17. Oktober 2010 – 23. Oktober 2010 1 Woche | 1                                      | Kang Sung-yoon feat. Swings            | By Instinct / 본능적으로                                                           | –                         |
| 24. Oktober 2010 – 30. Oktober 2010 1 Woche | 1                                      | Girls’ Generation                      | Hoot / 훗 John Hyunkyu Lee, Alex James, Lars Halvor Jensen, Martin Michael Larsson | –                         |
| 31. Oktober 2010 – 6. November 2010 1 Woche | 1                                      | 2AM                                    | You Wouldn't Answer My Calls / 전활 받지 않는 너에게                               | –                         |
| 7. November 2010 – 20. November 2010 2 Wochen | 2                                      | Huh Gak                                | Always / 언제나                                                                    | –                         |
| 21. November 2010 – 27. November 2010 1 Woche | 1                                      | The One & Taeyeon                      | Like A Star / 별처럼                                                               | –                         |
| 28. November 2010 – 4. Dezember 2010 1 Woche | 1                                      | Brown Eyed Soul                        | If It's Same / 똑같다면                                                            | –                         |
| 5. Dezember 2010 – 8. Januar 2011 5 Wochen | 5                                      | IU                                     | Good Day / 좋은 날                                                                 | –                         |

## Alben
| ← 2009 ← | Liste der Nummer-eins-Hits in Südkorea | Liste der Nummer-eins-Hits in Südkorea | Liste der Nummer-eins-Hits in Südkorea | 2011 →                    |
| \| Zeitraum \| Wo. ges. \| Interpret \| Titel Autor(en) \| Zusätzliche Informationen \| \| (Zeitraum, Wochen auf Platz eins, Interpret, Titel, Autor[en], zusätzliche Informationen) \| \| \| \| \| \| ----------------------------------------------------------------------------------------- \| -------- \| ----------------- \| -------------------------------------- \| ------------------------- \| \| 27. Dezember 2009 – 9. Januar 2010 2 Wochen \| 2 \| 2AM \| 1:59PM \| – \| \| 10. Januar 2010 – 17. Januar 2010 2 Wochen \| 2 \| CN Blue \| Bluetory \| – \| \| 18. Januar 2010 – 7. Februar 2010 3 Wochen \| 3 \| Girls' Generation \| Oh! \| – \| \| 14. Februar 2010 – 20. Februar 2010 1 Woche \| 1 \| Kara \| Lupin / 루팡 \| – \| \| 21. Februar 2010 – 27. Februar 2010 1 Woche \| 1 \| Im Chang-jung \| Im Chang-jung Best / 임창정 베스트 \| – \| \| 28. Februar 2010 – 6. März 2010 1 Woche \| 1 \| TVXQ \| Best Selection 2010 \| – \| \| 7. März 2010 – 13. März 2010 1 Woche \| 1 \| Epik High \| Epilogue / Run \| – \| \| 14. März 2010 – 20. März 2010 1 Woche \| 1 \| 2AM \| I Did Wrong / 잘못했어 \| – \| \| 21. März 2010 – 27. März 2010 1 Woche \| 1 \| Girls’ Generation \| Run Devil Run \| – \| \| 28. März 2010 – 3. April 2010 1 Woche \| 1 \| G-Dragon \| Shine A Light \| – \| \| 4. April 2010 – 10. April 2010 1 Woche \| 1 \| Rain \| Back To The Basic \| – \| \| 11. April 2010 – 17. April 2010 1 Woche \| 1 \| Verschiedene \| Shining Inheritance OST \| – \| \| 18. April 2010 – 24. April 2010 1 Woche \| 1 \| 2PM \| Don't Stop Can't Stop \| – \| \| 25. April 2010 – 1. Mai 2010 1 Woche \| 1 \| Verschiedene \| IRIS OST \| – \| \| 2. Mai 2010 – 8. Mai 2010 1 Woche \| 1 \| Lee Seung-chul \| Lee Seung Chul 25th Anniversary \| – \| \| 9. Mai 2010 – 22. Mai 2010 2 Wochen \| 2 \| Super Junior \| Bonamana \| – \| \| 23. Mai 2010 – 29. Mai 2010 1 Woche \| 1 \| Lee Seung-hwan \| Dreamizer \| – \| \| 30. Mai 2010 – 19. Juni 2010 3 Wochen \| 3 \| SS501 \| Destination \| – \| \| 20. Juni 2010 – 26. Juni 2010 1 Woche \| 1 \| Big Bang \| Big Show \| – \| \| 27. Juni 2010 – 3. Juli 2010 1 Woche \| 1 \| Super Junior \| Bonamana Repackage \| – \| \| 4. Juli 2010 – 10. Juli 2010 1 Woche \| 1 \| Taeyang \| Solar \| – \| \| 11. Juli 2010 – 17. Juli 2010 1 Woche \| 1 \| Jay Park \| Count On Me \| – \| \| 18. Juli 2010 – 31. Juli 2010 2 Wochen \| 2 \| Shinee \| Lucifer \| – \| \| 1. August 2010 – 14. August 2010 2 Wochen \| 2 \| BoA \| Hurricane Venus \| – \| \| 15. August 2010 – 21. August 2010 1 Woche \| 1 \| Supernova \| Time To Shine \| – \| \| 22. August 2010 – 28. August 2010 1 Woche (insgesamt 2) \| 2 \| Taeyang \| Solar \| – \| \| 29. August 2010 – 4. September 2010 1 Woche \| 1 \| Wheesung \| RealSlow Is Back \| – \| \| 5. September 2010 – 11. September 2010 1 Woche \| 1 \| 2NE1 \| To Anyone \| – \| \| 12. September 2010 – 18. September 2010 1 Woche \| 1 \| Verschiedene \| Sunggyunkwan Scandal OST \| – \| \| 19. September 2010 – 25. September 2010 1 Woche \| 1 \| SS501 \| Rebirth \| – \| \| 26. September 2010 – 2. Oktober 2010 1 Woche (insgesamt 2) \| 2 \| Verschiedene \| Sunggyunkwan Scandal OST \| – \| \| 3. Oktober 2010 – 9. Oktober 2010 1 Woche \| 1 \| Shinee \| Hello \| – \| \| 10. Oktober 2010 – 16. Oktober 2010 1 Woche \| 1 \| 2PM \| Still 2:00pm \| – \| \| 17. Oktober 2010 – 23. Oktober 2010 1 Woche \| 1 \| JYJ \| The Beginning \| – \| \| 24. Oktober 2010 – 6. November 2010 2 Wochen \| 2 \| Girls’ Generation \| Hoot \| – \| \| 7. November 2010 – 13. November 2010 1 Woche \| 1 \| Beast \| Lights Go On Again \| – \| \| 14. November 2010 – 20. November 2010 1 Woche \| 1 \| Kara \| Jumping \| – \| \| 21. November 2010 – 27. November 2010 1 Woche (insgesamt 2) \| 2 \| JYJ \| The Beginning \| – \| \| 28. November 2010 – 4. Dezember 2010 1 Woche \| 1 \| S.M. The Ballad \| Miss You \| – \| \| 5. Dezember 2010 – 11. Dezember 2010 1 Woche \| 1 \| Brown Eyed Soul \| Browneyed Soul \| – \| \| 12. Dezember 2010 – 18. Dezember 2010 1 Woche \| 1 \| Park Hyo-sin \| Gift Part 2 \| – \| \| 19. Dezember 2010 – 25. Dezember 2010 1 Woche \| 1 \| GD & T.O.P. \| GD & T.O.P. \| – \| \| 26. Dezember 2010 – 1. Januar 2011 1 Woche \| 1 \| Girls’ Generation \| The 1st Asia Tour – Into the New World \| – \| |                                        |                                        |                                        |                           |
| ← 2009 |                                        |                                        |                                        | → 2011 →                  |
| Zeitraum | Wo. ges.                               | Interpret                              | Titel Autor(en)                        | Zusätzliche Informationen |
| (Zeitraum, Wochen auf Platz eins, Interpret, Titel, Autor[en], zusätzliche Informationen) |                                        |                                        |                                        |                           |
| 27. Dezember 2009 – 9. Januar 2010 2 Wochen | 2                                      | 2AM                                    | 1:59PM                                 | –                         |
| 10. Januar 2010 – 17. Januar 2010 2 Wochen | 2                                      | CN Blue                                | Bluetory                               | –                         |
| 18. Januar 2010 – 7. Februar 2010 3 Wochen | 3                                      | Girls' Generation                      | Oh!                                    | –                         |
| 14. Februar 2010 – 20. Februar 2010 1 Woche | 1                                      | Kara                                   | Lupin / 루팡                           | –                         |
| 21. Februar 2010 – 27. Februar 2010 1 Woche | 1                                      | Im Chang-jung                          | Im Chang-jung Best / 임창정 베스트     | –                         |
| 28. Februar 2010 – 6. März 2010 1 Woche | 1                                      | TVXQ                                   | Best Selection 2010                    | –                         |
| 7. März 2010 – 13. März 2010 1 Woche | 1                                      | Epik High                              | Epilogue / Run                         | –                         |
| 14. März 2010 – 20. März 2010 1 Woche | 1                                      | 2AM                                    | I Did Wrong / 잘못했어                 | –                         |
| 21. März 2010 – 27. März 2010 1 Woche | 1                                      | Girls’ Generation                      | Run Devil Run                          | –                         |
| 28. März 2010 – 3. April 2010 1 Woche | 1                                      | G-Dragon                               | Shine A Light                          | –                         |
| 4. April 2010 – 10. April 2010 1 Woche | 1                                      | Rain                                   | Back To The Basic                      | –                         |
| 11. April 2010 – 17. April 2010 1 Woche | 1                                      | Verschiedene                           | Shining Inheritance OST                | –                         |
| 18. April 2010 – 24. April 2010 1 Woche | 1                                      | 2PM                                    | Don't Stop Can't Stop                  | –                         |
| 25. April 2010 – 1. Mai 2010 1 Woche | 1                                      | Verschiedene                           | IRIS OST                               | –                         |
| 2. Mai 2010 – 8. Mai 2010 1 Woche | 1                                      | Lee Seung-chul                         | Lee Seung Chul 25th Anniversary        | –                         |
| 9. Mai 2010 – 22. Mai 2010 2 Wochen | 2                                      | Super Junior                           | Bonamana                               | –                         |
| 23. Mai 2010 – 29. Mai 2010 1 Woche | 1                                      | Lee Seung-hwan                         | Dreamizer                              | –                         |
| 30. Mai 2010 – 19. Juni 2010 3 Wochen | 3                                      | SS501                                  | Destination                            | –                         |
| 20. Juni 2010 – 26. Juni 2010 1 Woche | 1                                      | Big Bang                               | Big Show                               | –                         |
| 27. Juni 2010 – 3. Juli 2010 1 Woche | 1                                      | Super Junior                           | Bonamana Repackage                     | –                         |
| 4. Juli 2010 – 10. Juli 2010 1 Woche | 1                                      | Taeyang                                | Solar                                  | –                         |
| 11. Juli 2010 – 17. Juli 2010 1 Woche | 1                                      | Jay Park                               | Count On Me                            | –                         |
| 18. Juli 2010 – 31. Juli 2010 2 Wochen | 2                                      | Shinee                                 | Lucifer                                | –                         |
| 1. August 2010 – 14. August 2010 2 Wochen | 2                                      | BoA                                    | Hurricane Venus                        | –                         |
| 15. August 2010 – 21. August 2010 1 Woche | 1                                      | Supernova                              | Time To Shine                          | –                         |
| 22. August 2010 – 28. August 2010 1 Woche (insgesamt 2) | 2                                      | Taeyang                                | Solar                                  | –                         |
| 29. August 2010 – 4. September 2010 1 Woche | 1                                      | Wheesung                               | RealSlow Is Back                       | –                         |
| 5. September 2010 – 11. September 2010 1 Woche | 1                                      | 2NE1                                   | To Anyone                              | –                         |
| 12. September 2010 – 18. September 2010 1 Woche | 1                                      | Verschiedene                           | Sunggyunkwan Scandal OST               | –                         |
| 19. September 2010 – 25. September 2010 1 Woche | 1                                      | SS501                                  | Rebirth                                | –                         |
| 26. September 2010 – 2. Oktober 2010 1 Woche (insgesamt 2) | 2                                      | Verschiedene                           | Sunggyunkwan Scandal OST               | –                         |
| 3. Oktober 2010 – 9. Oktober 2010 1 Woche | 1                                      | Shinee                                 | Hello                                  | –                         |
| 10. Oktober 2010 – 16. Oktober 2010 1 Woche | 1                                      | 2PM                                    | Still 2:00pm                           | –                         |
| 17. Oktober 2010 – 23. Oktober 2010 1 Woche | 1                                      | JYJ                                    | The Beginning                          | –                         |
| 24. Oktober 2010 – 6. November 2010 2 Wochen | 2                                      | Girls’ Generation                      | Hoot                                   | –                         |
| 7. November 2010 – 13. November 2010 1 Woche | 1                                      | Beast                                  | Lights Go On Again                     | –                         |
| 14. November 2010 – 20. November 2010 1 Woche | 1                                      | Kara                                   | Jumping                                | –                         |
| 21. November 2010 – 27. November 2010 1 Woche (insgesamt 2) | 2                                      | JYJ                                    | The Beginning                          | –                         |
| 28. November 2010 – 4. Dezember 2010 1 Woche | 1                                      | S.M. The Ballad                        | Miss You                               | –                         |
| 5. Dezember 2010 – 11. Dezember 2010 1 Woche | 1                                      | Brown Eyed Soul                        | Browneyed Soul                         | –                         |
| 12. Dezember 2010 – 18. Dezember 2010 1 Woche | 1                                      | Park Hyo-sin                           | Gift Part 2                            | –                         |
| 19. Dezember 2010 – 25. Dezember 2010 1 Woche | 1                                      | GD & T.O.P.                            | GD & T.O.P.                            | –                         |
| 26. Dezember 2010 – 1. Januar 2011 1 Woche | 1                                      | Girls’ Generation                      | The 1st Asia Tour – Into the New World | –                         |